# Leonid Kreutzer
Leonid Kreutzer   (Sant Petersburg, 13 de març de 1884 - Tòquio, 30 d'octubre de 1953) va ser un pianista rus.

## Vida i carrera
Kreutzer va néixer a Sant Petersburg en el si d'una família jueva. Va estudiar composició amb Aleksandr Glazunov i piano amb Anna Iéssipova. Va ser un professor de piano molt influent a l'Acadèmia de Música de Berlín ("Berliner Hochschule für Musik"), juntament amb Egon Petri. Entre els estudiants de Kreutzer hi havia Władysław Szpilman, Hans-Erich Riebensahm, Vladimir Horbowski, Karl-Ulrich Schnabel, Franz Osbor, Boris Berlin, Ignace Strasfogel, Franz Reizenstein i Grete Sultan.
Leonid Kreutzer també va oferir recitals en solitari musicalment i tècnicament exigents, dedicats principalment a compositors o temes específics. En alguns d'aquests, especialment al juny de 1925, va interpretar obres de contemporanis o compositors moderns i avantguardistes del seu temps o del passat recent com César Franck, Claude Debussy, Paul Hindemith i Paul Juon.
Els nazis el van assenyalar com a enemic cultural: juntament amb Frieda Loebenstein, és el de dos pianistes el nom dels quals apareix en una llista de "tasques d'ordenació" ("Aufräumungsarbeiten") compilada per "Kampfbund für deutsche Kultur" de Rosenberg. ("Battle-Union for German Culture"). Va emigrar el 1933 a Tòquio, Japó. També és conegut com a editor de les obres de Chopin a l'"Ullstein-Verlag". Va escriure una de les primeres obres sobre l'ús sistemàtic del pedal del piano ("Das normale Klavierpedal vom akustischen und ästhetischen Standpunkt", 1915). Un dels seus estudiants va ser la pianista sorda Ingrid Fuzjko Hemming, i el director d'orquestra i pianista Heinrich Steiner. Hi ha pianos construïts amb el seu nom al Japó.
Kreutzer es va casar amb una de les seves alumnes; la seva filla és la soprano Ryoko Kreutzer.